# Haig Zacharian
Haig Zacharian (in armeno Հայկ Զախարյան; Durazzo, 8 maggio 1952) è un compositore, musicista e docente albanese di origini armene.
Haig Zacharian è nato a Durazzo l'8 maggio 1952 in una famiglia di origine armena.
Ha iniziato a insegnare pianoforte e teoria musicale nella scuola elementare della sua città natale. 
Dal 1969 al 1973 ha frequentato gli studi presso la High School of Arts di Tirana (oggi l'Università delle Arti) nella classe di composizione con il Prof. Tonin Harapi. Dopo la laurea ha lavorato come direttore artistico di ensemble amatoriali in H/C Fierza, Tropoja (1973-1977).
Tornò a Durazzo nel 1977, dove continuò a lavorare con ensemble amatoriali nel palazzo della "Gioventù" della città. Successivamente, dal 1980 al 1986 è stato nominato insegnante di materie teoriche presso la Scuola di musica "Jan Kukuzeli" di Durazzo.
Tra il 1986 e il 1992, Zacharian ha lavorato come compositore freelance. Nel 1993 è stato nominato capo del Dipartimento di Teoria e Composizione all'Accademia delle Arti di Tirana (oggi U.A), dove ora è As. Professore di armonia e composizione.
Haig Zacharian ha realizzato numerose opere in diversi generi di musica le sue opere vengono riprodotti in tutti i più importanti avvenimenti della vita musicale albanese e all'estero, Kosovo, Macedonia, Svizzera, Italia, Austria, Spagna.
Ha anche composto canzoni per bambini, corali, musica da film e disposti molti pezzi di musica classica e romantica per varie ensemble.
Lo stile della sua musica con colore sottile e un senso di comunicazione diretta. Ha ricevuto numerosi riconoscimenti per la sua creatività e attività musicali.
Dopo gli anni '90, la sua creatività oltre ai film è principalmente nei generi di musica da camera, dove le tendenze d'uso e la sperimentazione nelle moderne tecniche di creatività musicale sono chiaramente evidenti. 
Dal gennaio 1998 al dicembre 2009 ha ricoperto l'incarico di Presidente della Albanian Society of Composers and Authors, Albator.